# Simon Baker (squash)
Pour les articles homonymes, voir Simon Baker (homonymie).
Simon Baker, né le 13 février 1973 à Geelong, est un joueur professionnel de squash représentant l'Allemagne. Il est champion d'Allemagne en 2006.

## Biographie
Il participe aux championnats du monde 1991 sous les couleurs de l'Australie et s'incline au premier tour face à Brett Martin. En mai 2005, il obtient la nationalité allemande et sept mois plus tard, il participe au championnat du monde par équipes avec l'équipe nationale allemande. L'année suivante, il remporte le championnat allemand après une victoire en finale contre Jens Schoor et a en outre fait partie de l'équipe lors du championnat d'Europe.

## Palmarès

### Titres
- Championnats d'Allemagne : 2006

### Finales
- Open de Nouvelle-Zélande : 1993